# Alopecosa saurica
Alopecosa saurica là một loài nhện trong họ Lycosidae.
Loài này thuộc chi Alopecosa. Alopecosa saurica được Yuri M. Marusik miêu tả năm 1995.